# François Tuefferd
François Tuefferd (1912-1996) est un photographe français.

## Biographie
Né le 30 mai 1912 à Montbéliard (Doubs), François Tuefferd fut initié très jeune à la photographie par un père passionné qui pratiquait la photographie en amateur très averti, ce qui n’était pas courant à cette époque ; son frère Jean-Pierre Tuefferd, médecin, est maire de Montbéliard de 1959 à 1965.
François Tuefferd étudie en 1920 au lycée Louis-le-Grand à Paris et réalise dès 1925 ses premières photos avec un V.P. Kodak.
Fasciné par les histoires d'Afrique du Nord racontées par son grand-père, il fait son premier voyage en Tunisie en 1929 où il continue à photographier avec un Leica et un "Spido" Gaumont.
En 1931 devançant l'appel, il partit au service militaire en Tunisie au 4e régiment de Zouaves muni d’un équipement photo moderne et élaboré. Il y réalisa des séries de portraits de soldats et des paysages très dépouillés ainsi que des reportages photographiques centrés sur la population tunisienne, jusqu'alors ignorée par les photographes.
Lors d'une permission, il rencontre George Hoyningen-Huene qui lui confie son Rolleiflex pour qu'il prenne des photos du tournage d'une parodie de L'Atlantide de G.W. Pabst, Impressionné par la qualité des photos, Hoyningen-Huene lui propose un stage à Vogue-Studio à Paris à l'automne (Condé Nast SA). Il s'y s'initie au travail de studio, de labo, aux natures mortes publicitaires et à la retouche. En mars 1932, il quitte Vogue-Studio et entre chez Gaston Grenier qui était avec "Pearl" un des grands revendeurs d'appareils photographiques des années trente. Il propose à Gaston Grenier d'installer un laboratoire de développement et d'agrandissement spécialisé pour les formats réduits 24×36 et très vite des photographes tels que Rogi André, Ilse Bing, Robert Capa, Ergy Landau, Man Ray seront ses clients.
En Tunisie, il fait la connaissance de la « colonie » d’artistes américains en « hivernage » sur la rive sud de la Méditerranée. Il se lia d’amitié à vie avec certains, notamment avec le sculpteur et peintre Alexander Calder, qui, plus tard, fut mondialement connu pour ses mobiles.
À la suite d'un héritage, en juin 1937, François Tuefferd ouvre la galerie Le Chasseur d’images au 46 rue du Bac, première galerie parisienne consacrée à la photographie. De grands photographes connus et inconnus y exposeront. Le maître de la photographie pure Emmanuel Sougez se verra consacrer la première exposition en juin 1937. Le jeune photographe allemand Herbert List (* 1903) parti d'Allemagne exposera ses tirages punaisés au mur comme il était d'usage dans les galeries photos de l'époque. D'autres suivront dans des expositions personnelles ou de groupe : Pierre Adam, Marcel Arthaud, Ilse Bing, Serge Boiron, Bill Brandt, Max Del, Louis Caillaud, Yvonne Chevalier, André Garban, Sandro Guida, Pierre Jahan, Henri Lacheroy, René-Léon Servant.
La galerie présenta également les planches des albums d'AMG « Photographie » de 1938 à 1939. Elle organisa le 1er salon du « Rectangle », ce regroupement de 13 photographes exclusivement français dont le père fondateur était Sougez et présenta un club moderne de photographie « Le Noir et blanc » successeur du Rolleiclub.
La galerie pouvait présenter jusqu'à 150 photos en 30×40 cm et chacune des photographies était vendue 100 francs et si beaucoup de livres de photographies étaient achetés à cette époque, peu de photos étaient acquises par des amateurs ou des collectionneurs, La durée des expositions n'excédait rarement plus de deux semaines et les soirs de vernissage, la galerie était le point de rencontre des photographes.
La guerre et sa mobilisation en septembre 1939 mettra fin à cette entreprise alors que le premier salon du « Chasseur d'images » venait de grouper les œuvres des principaux photographes de renom.
Dans le mouvement de la photographie humaniste, il a photographié le paquebot Normandie en 1936.
En octobre 1940, il rentre à Paris et se consacre au monde du cirque qui représentait alors un milieu particulier assez fermé qui faisait tous les ans relâche à Paris. Durant des années, il documenta la vie, les préparations, répétitions et spectacles, constituant ainsi une documentation unique, malheureusement peu accessible.
Il fit également des photos de plateau pour Pathé-Cinéma : Port d'attache, Le Secret de Madame Clapain.
Pour les éditions "Prisma, il écrit la partie pratique du cours de photographie par correspondance et des articles pour l'"Agenda Prisma".
François Tuefferd était membre cofondateur du Groupe des XV.
En 1945, après des documentaires réalisés pour le commissariat au tourisme, il part à nouveau en Tunisie pour y tourner des films documentaires dont Ramadan, L'Île de Djerba, Kairouan, Chasse au faucon.
Frappé d’une interdiction professionnelle pour avoir continué à pratiquer son art pendant la guerre, il partit à New York pour y retrouver ses amis artistes.
En 1949, rentré en France, il suivit la tournée d'un cirque de ville en ville avec une voiture publicitaire, enrichissant ainsi son œuvre sur le cirque.
Il collabora à L'Architecture d'aujourd'hui, Beaux-Arts, Métiers de France...
Après avoir délaissé la photographie, il pratiqua l'électronique aux États-Unis. Il recommencera à photographier en 1992. Il meurt le 17 décembre 1996 à Fontenay-lès-Briis,,. Il laisse dans le deuil sa femme, Helen, et ses deux fils, Max et Nanook.

## Expositions organisées à la galerieLe Chasseur d'Images
- En 1937 : 
  - 16 juin - 5 juillet : Emmanuel Sougez.
  - 9 juillet - 30 juillet : Herbert List[4].
  - 5 octobre - 20 octobre : Max Del.
  - 17 novembre - 30 novembre : Sandro Guida.
  - 2 novembre - 10 novembre : Arts et métiers graphiques. Photographie 1938, exposition des planches originales des photographies publiées dans l'album "Photographie 1938" de la revue Arts et Métiers graphiques
- 3 décembre - 24 décembre : Alain-M. Duchemin, 100 photos d'ici et d'ailleurs.

- En 1938 :
  - 25 janvier - 10 février : Le rectangle : 1er salon ; photographies de Pierre Adam, Marcel Arthaud, Serge Boiron, Louis Caillaud, Yvonne Chevalier, André Garban, Pierre Jahan, Henri Lacheroy, Gaston Paris, Philippe Pottier, Emmanuel Sougez, Jean Roubier, René Servant.
  - 27 avril - 14 mai : Paul Kowaliski.
  - mai : François Tuefferd.
  - 15 juin - 25 juin : E. Haack, Un journaliste se promène (130 photographies).
  - 27 juin - 14 juillet : Bill Brandt, Londres de nuit.
  - 4 novembre - 15 novembre : Arts et métiers graphiques. Photographie 1939, exposition des planches originales des photographies publiées dans l'album "Photographie 1939" de la revue Arts et Métiers graphiques

- En 1939 :
  - 27 mars - 15 avril : Ilse Bing, Impressions de New-York.
  - 28 avril - 15 mai : Yvonne Chevalier, Pierre Jahan et Philippe Pottier, membres du groupe Rectangle.
  - mai : François Tuefferd, photographies de Tunisie.
  - 27 mai - 12 juillet :  Le Noir et Blanc, exposition annuelle du "Club moderne de Photographie" ; conférence de Paul Kowaliski: "La photographie en couleur".

Sources : documents hérités de la petite-fille de René Servant.

## Collections
- Bibliothèque nationale de France

## Expositions
- 1998 : Musée national des arts et traditions populaires
- 2002 : Bibliothèque historique de la ville de Paris,  Regard sur le cirque , 11 juin-15 septembre
- 2007 : Bibliothèque nationale de France
- 2008 : BDIC, (collective)

## Galerie
- La Sieste à Kairouan